# Елізабетвілл (Пенсільванія)
Елізабетвілл (англ. Elizabethville) — місто (англ. borough) в США, в окрузі Дофін штату Пенсільванія. Населення — 1357 осіб (2020).

## Географія
Елізабетвілл розташований за координатами 40°32′50″ пн. ш. 76°48′58″ зх. д. / 40.54722° пн. ш. 76.81611° зх. д. (40.547229, -76.815984).  За даними Бюро перепису населення США в 2010 році місто мало площу 1,41 км², уся площа — суходіл.

## Демографія
Згідно з переписом 2010 року, у селищі мешкало 1510 осіб у 638 домогосподарствах у складі 393 родин. Густота населення становила 1068 осіб/км².  Було 697 помешкань (493/км²).
Расовий склад населення:
| - 97,7 % — білих - 0,7 % — азіатів - 0,4 % — чорних або афроамериканців |

До двох чи більше рас належало 1,1 %. Частка іспаномовних становила 0,7 % від усіх жителів.
За віковим діапазоном населення розподілялося таким чином: 23,8 % — особи молодші 18 років, 58,3 % — особи у віці 18—64 років, 17,9 % — особи у віці 65 років та старші. Медіана віку мешканця становила 38,8 року. На 100 осіб жіночої статі у селищі припадало 103,2 чоловіка;  на 100 жінок у віці від 18 років та старших — 94,9 чоловіка також старших 18 років.
Середній дохід на одне домашнє господарство  становив 48 585 доларів США (медіана — 36 250), а середній дохід на одну сім'ю — 52 341 долар (медіана — 39 241). Медіана доходів становила 39 583 долари для чоловіків та 29 659 доларів для жінок. За межею бідності перебувало 19,5 % осіб, у тому числі 32,6 % дітей у віці до 18 років та 3,4 % осіб у віці 65 років та старших.
Цивільне працевлаштоване населення становило 751 особа. Основні галузі зайнятості: виробництво — 24,4 %, освіта, охорона здоров'я та соціальна допомога — 15,0 %, роздрібна торгівля — 14,8 %.